# 정재형 이효리의 유&아이
《정재형 이효리의 유&아이》는 SBS의 예능 프로그램이다. 김정은의 초콜릿 후속으로 방송된 음악 프로그램이다.

## 출연자

### 진행
- 이효리
- 정재형

### 게스트
| 회차   | 방송일           | 게스트                                                 | 시청률 |
| ------ | ---------------- | ------------------------------------------------------ | ------ |
| 파일럿 | 2012년 2월 26일  | 아이유, UV, 루시드폴                                   | 3.6%   |
| 1회    | 2012년 3월 4일   | 싸이, 스윗소로우, 브로콜리 너마저                      | 2.4%   |
| 2회    | 2012년 3월 11일  | 세븐, 신치림                                           | 2.5%   |
| 3회    | 2012년 3월 18일  | 빅뱅, 옥상달빛                                         | 2.6%   |
| 4회    | 2012년 3월 25일  | 케이윌, 알리, 클로버                                   | 1.7%   |
| 5회    | 2012년 4월 1일   | 김완선, 박재범, 포맨                                   | 2.3%   |
| 6회    | 2012년 4월 8일   | YB, 2AM, 에일리                                        | 1.8%   |
| 7회    | 2012년 4월 15일  | 신화, 다이나믹 듀오, 짙은                              |        |
| 8회    | 2012년 4월 22일  | 씨엔블루, 임정희, 이디오테잎                           |        |
| 9회    | 2012년 4월 29일  | 린, 김제동, 나윤권, 아이언                             |        |
| 10회   | 2012년 5월 6일   | 자우림, 넬, 글렌체크                                   |        |
| 11회   | 2012년 5월 13일  | 윤상, 김창완 밴드, 윤영배                              | 2.1%   |
| 12회   | 2012년 5월 20일  | 바비킴 & 거미, MC 스나이퍼(with 이루마)                |        |
| 13회   | 2012년 5월 27일  | 김조한, 애즈 원, 소란(With 권순관 of 노리플라이)       |        |
| 14회   | 2012년 6월 3일   | 백지영, 노을, 몽니                                     |        |
| 15회   | 2012년 6월 10일  | 박진영, 페퍼톤스, 버블시스터즈                         |        |
| 16회   | 2012년 6월 24일  | 박정현, 틴탑, 용재오닐                                 |        |
| 17회   | 2012년 7월 1일   | 형돈이와 대준이, 인피니트, 버벌진트                    |        |
| 18회   | 2012년 7월 8일   | 장기하와 얼굴들, 조권, 정인                            |        |
| 19회   | 2012년 7월 15일  | 타이거JK, 이자람, 장우영                               |        |
| 20회   | 2012년 7월 22일  | B1A4, 주니엘, 레인보우, 스윗소로우, 지나, DMTN, 케이윌 |        |
| 21회   | 2012년 8월 19일  | 샤이니, 스윗 소로우, 손열음                            |        |
| 22회   | 2012년 8월 26일  | 보아, 이승열, 호란, 데이브레이크                       |        |
| 23회   | 2012년 9월 2일   | 엄정화, DJ 소울스케이프, 하우스 룰즈, 글렌 체크        |        |
| 24회   | 2012년 9월 16일  | 리쌍, 정재승, 더 문샤이너스                            |        |
| 25회   | 2012년 9월 23일  | 봄여름가을겨울, 정재승, 팬텀, 유브이                   |        |
| 26회   | 2012년 10월 7일  | FT아일랜드, 김완선, 클라라 주미 강, 벤 킴, 클로버      |        |
| 27회   | 2012년 10월 14일 | 몽구스, 토마스쿡, 케이윌, 신치림                       |        |

## 지역민방 프로그램
정재형 이효리의 유&아이는 각각 아래의 1개 민영방송의 자체편성 관계로 방송되지 않으며, 제작국인 SBS외
G1, CJB, kbc, TBC, KNN, JIBS, TJB, JTV등 8개 지역민방 만이 자체편성없이 그대로 방송한다.(pooq,고릴라 제외)
- ubc: 인문학열전

## 같이 보기
- 김정은의 초콜릿 - 2008년부터 2011년까지 방송
- 유희열의 스케치북 (KBS)
- 아름다운 콘서트 (MBC)
- P.S. I Love you 박정현 (TV조선)